# Ducatul Boemiei
Ducatul Boemiei (în latină Ducatus Bohemiæ, în cehă České knížectví, în germană Herzogtum Böhmen), a fost o monarhie și un principat al Sfântului Imperiu Roman în Europa Centrală în Evul Mediu Timpuriu și Evul Mediu Clasic. A fost fondat de cehi în jurul anului 870 ca parte a Moraviei Mari. Boemia s-a separat de Moravia aflată în declin după ce ducele Spytihněv a jurat credință regelui Franciei Răsăritene, Arnulf de Carintia, în 895. În timpul ducilor boemi din dinastia Přemyslid, care au stăpânit inițial cetățile Praga și Levý Hradec, creștinarea inițiată de frații Chiril și Metodiu a fost continuată de episcopii franci ai diecezei de Regensburg și ai diecezei de Passau. În 973 dieceza de Praga a fost fondată prin eforturile comune ale ducelui Boleslau al II-lea și ale împăratului romano-german Otto I. Ducele Venceslau I al Boemiei, ucis în 935 de fratele său mai mic Boleslau I, este sfântul patron al țării.
În timp ce teritoriile au fost ocupate de regele polonez Boleslav I și luptele interne zguduiau dinastia Přemyslid, ducele Vladivoj a fost înfeudat cu Boemia de regele Henric al II-lea în 1002. Ca urmare, Ducatul Boemiei a devenit un principat imperial. În 1198, în timpul ducelui Ottokar I, regele romano-german, Filip al Suabiei, a ridicat ducatul Boemiei la rangul de Regat (ereditar). Dinastia Přemyslid a rămas la putere până la stingerea ei în 1306 odată cu moartea regelui Venceslau al III-lea.

## Istorie

### Prezentare generală
Regiunea Masivului Boemiei situată între Pădurea Palatinatului Superior, Munții Pădurea Boemiei, Munții Metaliferi, Munții Sudeți și Colinele Ceho-Morave au fost populate de triburile slavo-boeme în jurul anului 550. În secolul al VII-lea cehii făceau parte dintr-o uniune condusă de negustorul franc Samo (d. 658). „Boemia” ca termen geografic, probabil derivată de la denumirea „boi” a triburilor celtice, a apărut pentru prima dată în sursele franceze din secolul al IX-lea. În 805 împăratul Carol cel Mare a invadat Boemia și a asediat cetatea Canburg de pe Eger. Evitând lupta deschisă, apărătorii cehi s-au retras în păduri. După patruzeci de zile, împăratul a fost nevoit să-și retragă oastea datorită epuizării proviziilor. Francii s-au întors în anul următor, au ars și au jefuit așezările boeme, triburile locale fiind forțate în cele din urmă să se supună Imperiului Franc.

### Parte a Moraviei Mari

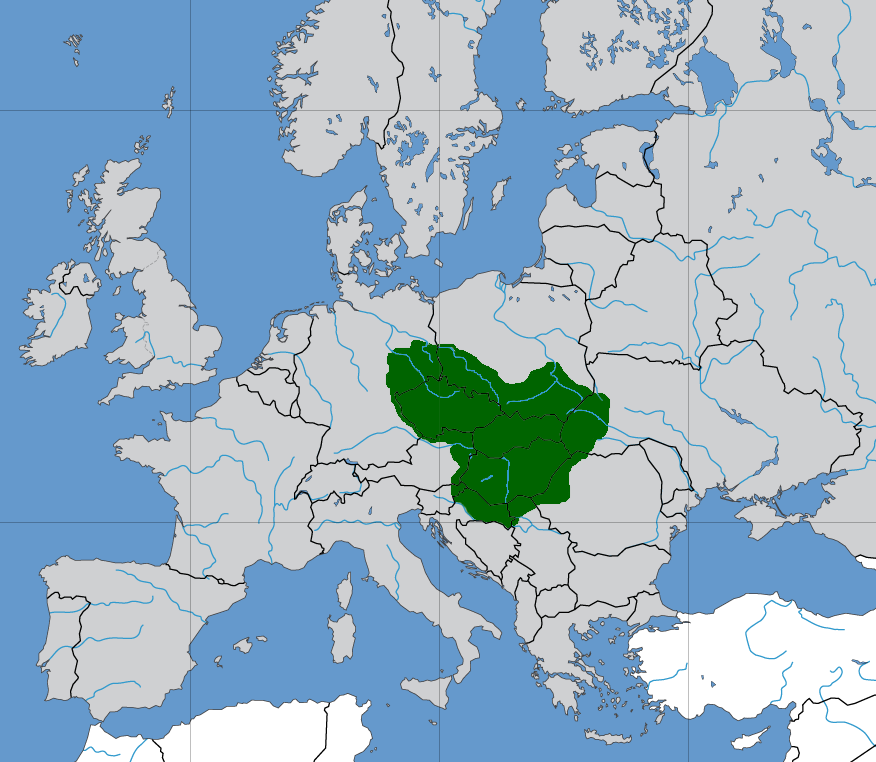
Moravia Mare în timpul lui Svatopluk I (verde)

În timp ce Imperiul Franc s-a destrămat la mijlocul secolului al IX-lea, Boemia a intrat sub influența regatului Moravia Mare, fondat în jurul anului 830. În anul 874 prințul Svatopluk I, din dinastia Mojmir, a ajuns la o înțelegere cu Ludovic Germanul, regele Franciei Răsăritene, care i-a confirmat stăpânirea Boemiei. Odată cu fragmentarea regatului morav sub presiunea invaziilor maghiare în jurul anului 900, Boemia a început să se formeze ca principat independent. Încă din anul 880 ducele Bořivoj I din dinastia Přemyslid, care fusese creștinat în anul 874 de arhiepiscopul morav Metodiu de Salonic, și-a stabilit reședința în Cetatea Praga și a început să extindă teritoriul ducatului în bazinul râului Vltava.

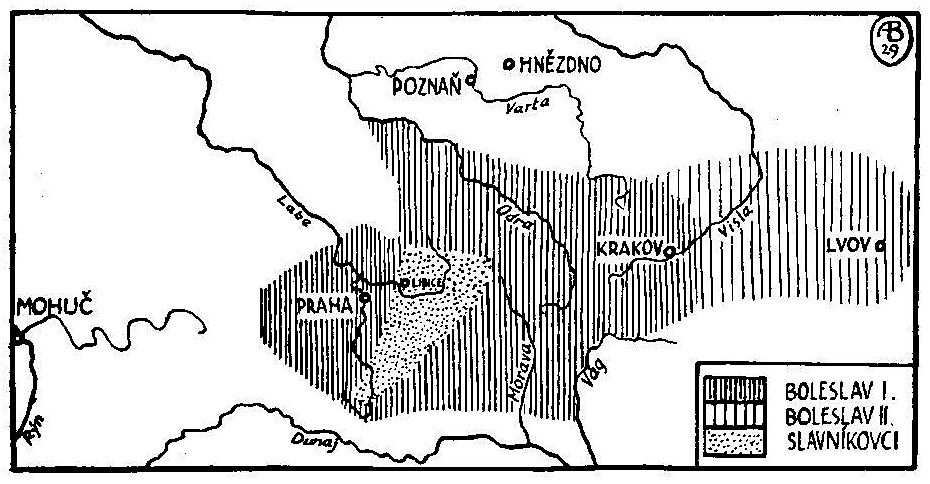
ducatul Boemiei în timpul cârmuirii lui Boleslau I și Boleslau al II-lea

După moartea lui Bořivoj I (între 888 și 890), Moravia Mare a recâștigat pentru scurt timp controlul asupra principatului Boemia. Această situație a durat până în anul 895 când Spytihněv, fiul ducelui Bořivoj I, a jurat la Regensburg credință regelui Franciei Răsăritene, Arnulf de Carintia. Spytihněv și fratele său mai mic, Vratislav, au condus împreună teritoriul boem situat în jurul cetății Praga. Ei au reușit să-și protejeze teritoriul în fața maghiarilor care învinseseră armata Franciei Răsăritene în bătălia de la Pressburg din anul 907 în timpul invaziei lor în Bazinul Carpatic. Despărțit de Bizanț prin prezența maghiarilor, principatul boem a existat ca stat independent, deși era încă în umbra Franciei Răsăritene. Ducii boemi au admis suveranitatea ducilor bavarezi în schimbul încheierii unui tratat de pace. Venceslau, fiul lui Vratislav, care a domnit din anul 921, era deja recunoscut ca fiind conducătorul populației boeme. El a trebuit să facă față ostilității vecinului său, ducele Arnulf de Bavaria, și a puternicului său aliat, regele Henric I. Venceslau și-a menținut autoritatea ducală supunându-se regelui Henric în anul 929, fiind ucis de fratele său, Boleslav, în anul 935.
După ce a preluat cârmuirea Boemiei, în 935, Boleslav a cucerit ținuturile vecine Moravia și Silezia, extinzându-se în est până la Cracovia. El s-a opus regelui Otto I, succesorul regelui Henric I, încetând să plătească tribut, a atacat un aliat saxon în nord-vestul Boemiei și s-a îndreptat spre Turingia în anul 936. După un conflict armat prelungit, regele Otto I a asediat în 950 un castel stăpânit de fiul lui Boleslav. Ducele Boleslav a semnat în cele din urmă un tratat de pace în care a recunoscut suveranitatea regelui romano-german Otto I și a promis că va relua plata tributului. Fiind aliatul regelui, trupele boeme au luptat alături de cele ale regelui german în bătălia de pe Lechfeld din 955 și, după înfrângerea maghiarilor, a primit teritoriile Moraviei ca recompensă pentru serviciile aduse de el.
Declinul maghiarilor a avut avantaje egale pentru germani și pentru cehi. Mai puțin clar este ce urmărea Boleslav I să câștige participând la războiul împotriva obodriților din nord, când a zdrobit revolta ducilor slavi Stoignew și Nakon în marca saxonă a Billungilor. Probabil Boleslav a vrut să se asigure că vecinii săi germani nu vor interfera cu expansiunea Boemiei spre est.

### Parte a Sfântului Imperiu Roman
În 1002 regele Henric al II-lea l-a înfeudat pe ducele boem Vladivoj cu Ducatul Boemiei care a fost astfel încorporat în Sfântul Imperiu Roman. După moartea lui Vladivoj în 1003, ducele polonez Boleslav I a invadat Boemia și Moravia, devenind cârmuitorul lor sub numele de Boleslav al IV-lea. Când polonezii au fost expulzați din Boemia în 1004, cu ajutorul regelui Henric al II-lea, ducele Jaromír, fiul lui Boleslav al II-lea, a fost înfeudat cu Ducatul Boemiei.
Ducele boem Bretislav I a recâștigat teritoriile Moraviei în 1019 sau 1029, ulterior conduse de un fiu mai mic al ducelui Boemiei. În jurul anului 1031 Bretislav a invadat Ungaria și în 1035 l-a sprijinit pe împărat în lupta împotriva Luzaciei. În 1039 a invadat Polonia, a cucerit Poznan și a devastat orașul Gniezno. Apoi Bretislav I a cucerit o parte din Silezia, inclusiv Breslau. Distrugerea orașului Gniezno i-a determinat pe conducătorii polonezi să-și mute reședința la Cracovia. În 1040 Bretislav I l-a învins în bătălia de la Brudek pe regele romano-german Henric al III-lea, oprind invazia acestuia în Boemia. În anul următor, Henric al III-lea l-a asediat pe Bretislav I în cetatea Praga, l-a capturat și l-a forțat să renunțe la toate cuceririle sale, exceptând Moravia. În 1047 Henric al III-lea a negociat un tratat de pace între Bretislav I și polonezi.
Fiul lui Bretislav I, Vratislav al II-lea, l-a sprijinit pe Henric al III-lea în timpul lungii sale domnii, împotriva papei și a revoltelor din Saxonia. În 1083 trupele boeme alături de Henric al III-lea s-au îndreptat spre Roma. În 1085 Vratislav al II-lea a fost numit primul rege al Boemiei pe viață. Succesorul său, Bretislav al II-lea, a fost foarte preocupat de conflictul din Silezia, deoarece polonezii nu plăteau nicio taxă pentru teritoriile cedate de Bretislav I.
În 1147 ducele boem Vladislav al II-lea l-a însoțit pe regele german Conrad al III-lea în a doua Cruciadă, dar și-a oprit marșul la Constantinopol. Datorită sprijinului său militar împotriva orașelor lombarde (Milano în mod deosebit) pentru împăratul Frederic I Barbarossa, Vladislav al II-lea a fost ales rege al Boemiei la 11 ianuarie 1158, devenind al doilea rege al Boemiei.

## Încheierea existenței principatului

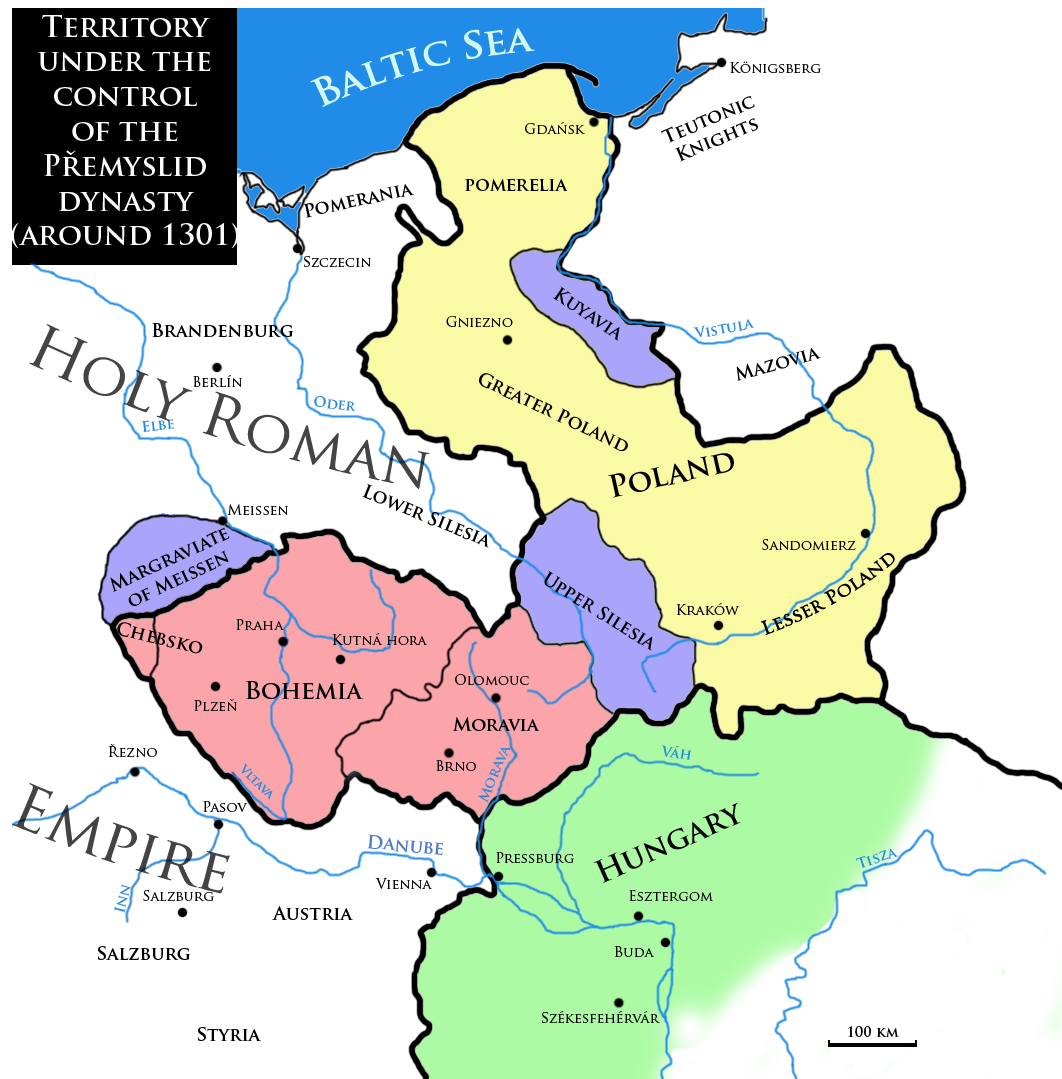
Teritoriul Ducatului Boemia în timpul lui Venceslau I (c. 1301)

În timpul războiului german dintre regele Filip al Suabiei, aparținând dinastiei Hohenstaufen, și rivalul său Otto al IV-lea din dinastia Welfilor, ducele Ottokar I a decis să-l sprijine pe Filip și a fost ulterior răsplătit primind titlul ereditar de rege în 1198. În 1200 Ottokar I a abandonat pactul cu Filip și a trecut de partea Welfilor. Atât Otto al IV-lea cât și papa Inocențiu al III-lea au confirmat titlul de rege al lui Ottokar I în 1198. Ducatul Boemiei a devenit Regat al Boemiei.
Prin Bula de Aur a Siciliei, unul dintre cele mai importante documente din istoria Boemiei, împăratul Frederic al II-lea a confirmat în 1212 statutul de regat al Boemiei, și a recunoscut titlul de rege primit de Ottokar I și moștenit de urmașii săi. De asemenea, Bula a stabilit drepturile și îndatoririle regilor boemi în cadrul Sfântului Imperiu Roman, a abolit prerogativa imperială de a confirma fiecare conducător al Boemiei și de a numi Episcopul de Praga. Boemia atinsese în acel moment cea mai mare întindere teritorială, perioada fiind numită în istorie „Epoca de Aur”.

## Economie
Exploatarea staniului și a argintului, începută în Evul Mediu timpuriu în Kutná Hora și, în Jihlava din Moravia, a continuat până la începutul secolului al XII-lea, așezările fiind dezvoltate în orașe miniere organizate politic. Noile descoperiri de minereu de argint și staniu în Munții Metaliferi au dat un nou impuls mineritului (1168 – c. 1350). Graupen a apărut ca oraș minier și mai târziu Jáchymov și Boží Dar care au fost mai târziu orașe importante în Munții Metaliferi.